# Telipna kigoma
Telipna kigoma är en fjärilsart som beskrevs av Jan Kielland 1978. Telipna kigoma ingår i släktet Telipna och familjen juvelvingar. IUCN kategoriserar arten globalt som otillräckligt studerad. Inga underarter finns listade i Catalogue of Life.